# Parking Lot
"Parking Lot" är en R&B-låt framförd av den amerikanska sångerskan Nivea. Låten komponerades av Bryan Michael Cox och Jermaine Dupri till sångerskans andra studioalbum Complicated.
I "Parking Lot" längtar framföraren efter sin pojkvän. Hon ber därför honom att möta henne på McDonald's parkeringsplats. Låten utgörs till stor del av en jämn basgång och gitarrspel. Spåret släpptes som den andra singeln från Niveas album den 3 maj 2005, samma dag som skivan gavs ut. Eftersom sångerskan var gravid vid tidpunkten kunde låten inte marknadsföras och Jive Records beslutade att endast ge ut låten som en radiosingel. Utan vare sig musikvideo eller liveframträdanden klättrade singeln till en 103:e plats på USA:s R&B-lista Hot R&B/Hip-Hop Songs. 

## Format och innehållsförteckningar
- Digital nedladdning

1. "Parking Lot" (Album Version) - 3:51

- Amerikansk radiosingel

1. "Parking Lot" (Radio Edit) - 2:59

## Listor
| Lista (2005)                                     | Topp position |
| ------------------------------------------------ | ------------- |
| Amerikanska Bubbling Under Hot R&B/Hip-Hop Songs | 103           |